# لوك مارشال
لوك مارشال (بالإنجليزية: Luke Marshall)‏ هو لاعب اتحاد الرغبي بريطاني، ولد في 3 مارس 1991 في Ballymoney ‏ في المملكة المتحدة.

## وصلات خارجية
- لوك مارشال عل موقع إسبنسكروم (الإنجليزية)
- لوك مارشال على موقع ItsRugby.co.uk (الإنجليزية)